# Борго-Ларес
Борго-Ларес (італ. Borgo Lares) — муніципалітет в Італії, у регіоні Трентіно-Альто-Адідже,  провінція Тренто. Муніципалітет утворено 1 січня 2016 року шляхом об'єднання муніципалітетів Больбено та Цукло.
Борго-Ларес розташоване на відстані близько 490 км на північ від Рима, 30 км на захід від Тренто.
Населення — 679 осіб (2015).
Щорічний фестиваль відбувається 12 квітня, 16 серпня. Покровитель — святий Зенон.

## Демографія
Населення за роками:

Станом на 1 січня 2023 року в муніципалітеті офіційно проживало 20 іноземців з 11 країн, серед них 5 громадян країн Євросоюзу та 1 громадянин України.

## Сусідні муніципалітети
- Бледжо-Суперіоре
- Селла-Джудікаріє
- Тре-Вілле
- Тіоне-ді-Тренто
- Кончеї